# Међународни дан људских права
Међународни дан људских права обележава се 10. децембра широм света. Под слоганом „За бржи опоравак – Иступи за људска права” (Recover Better – Stand Up for Human Rights), обележавање овог датума установљено је 1948. године на генералној скупштини Уједињених нација, док је формално успостављање Дана људских права изгласано на 317. пленарном састанку Генералне скупштине 4. децембра 1950. године када је проглашена резолуција 423(В).
Овај дан настао је у циљу скретања пажње народа света на претходно потписану Универзалну декларацију о људским правима.
На овај дан одржавају се политичке конференције и састанци на високом нивоу, као и културни догађаји на тему људских права.
Традиционално се 10. децембра додељује награда Уједињених нација у области људских права, као и Нобелова награда за мир.
Високи комесар за људска права, као главни званичник Уједињених нација за права и његова канцеларија, играју важну улогу у координацији догађаја за годишње обележавање Дана људских права.

## Универзална декларација о људским правима
Универзална декларација о људским правима је декларација усвојена од стране Генералне скупштине Уједињених нација.
Овом декларацијом представљено је опште виђење о питањима људских права гарантованих људима.
Састоји се од 30 чланака који афирмишу права појединца, који сами по себи нису правно обавезујући али су представљали први корак у процесу формулисања Међународног закона о људским правима, док за сад чини међународни стандард људских права.
Декларација је била први међународни правни покушај да се ограничи понашање држава и да се изврши притисак на њих да прихвате обавезе према сопственим грађанима према корелативном моделу права и обавеза.
Многе државе желеле су да иду и даље од декларације права и да створе пактове и споразуме којима би извршили већи притисак на државе да прихвате норме људских права.
```
Данас преовладава сиромаштво као највећи изазов за људска права у свету. Борба против сиромаштва, ускраћености и искључености није ствар доброчинства и не зависи од тога колико је земља богата. Бавећи се сиромаштвом као питањем обавезе људских права, свет ће имати веће шансе да укине ову пошаст током нашег живота... Искорењивање сиромаштва је остварив циљ.

— Високи комесар УН за људска права Луиз Арбур, 10. децембар 2006.
```

## Људска права
Људска права представљају скуп права и слобода које важе за све људе, без обзира на њихове карактеристике – људска права су универзална, недељива, неотуђива, међузависна и међусобно повезана. Декларација полази од тога да су сви људи рођени слободни, са једнаким достојанством и правима, а рођењем и првим тренуцима живота човек поседује људска права која су загарантована, неотуђива и регулисана низом међународних докумената.
Правно, људска права су дефинисана у међународном праву и у унутрашњем праву великог броја држава.
Општа декларација о људским правима је, после Библије најпревођенији документ на свету.
У Републици Србији људска права регулисана су Уставом Републике Србије, као највишем правном акту у држави и низом других системских закона.

## Датум обележавања
У Јужној Африци, Дан људских права се обележава 21. марта, у знак сећања на масакр у Шарпевилу, који се на тај дан догодио 1960. године који је настао као резултат протеста против апартхејда у Јужној Африци и проглашен је националним празником од стране владе Нелсона Менделе.
На Кирибатију се овај дан обележава 11. децембра.